# 约翰·肯尼迪国际机场六号航站楼
Sundrome，即后来的环航国内线航站楼和六号航站楼，是约翰·肯尼迪国际机场的一座航站楼。该建筑由贝聿铭合伙公司（今贝聿铭·科布·弗里德合伙公司）设计。1969年启用，原为国家航空之专用航站楼。環球航空（国内航班）、泛美世界航空、联合航空公司（经营往返旧金山和洛杉矶之跨大陆航班）、ATA航空、泛美航空（1996-1998年）、嘉年华航空、先锋航空和美西航空等航司亦曾使用该航站楼。捷蓝航空自1998年开航后即以此为运营基地。在该航司于2008年10月22日移师五号航站楼后，T6旋即被弃用，最终于2011年清拆。

## 设计
贝聿铭在设计该航站楼时采用了全玻璃中梃，为前所未闻。

## 历史
在建造Sundrome之前，国家航空公司在T7和T6的最终定址之间以一个彩钢板小屋作为航站楼，从1948年开始，当时该航司首航艾德怀尔德机场的消息为世人所知。由此国家航空委托建造Sundrome，项目于1969年11月30日开放。国家航空在1980年被泛美航空吞并前一直在此营运。
環球航空随后入主此地，并将该航站楼易名“环航子航站”，后又更名为环航国内线航站楼，最后更名为六号航站楼。最终该航站楼通过一条滑坡胶合板人行道连接到环航飞行中心（后称环航国际航站楼，其后改称五号航站楼；现部分结构改建为TWA飯店）。该人行道后被航站楼辅路截断。后来，在环球航空削减航班量后，该航站楼先后被聯合航空、ATA航空、泛美航空（1996年-1998年）、嘉年华航空、先锋航空和美西航空使用。2001年，联航计划将该航站楼和环航飞行中心改建为该航司的新运营基地。
2010年4月29日，紐約與新澤西港務局宣布将拆除T6，以便捷蓝航空扩建T5。尽管保护主义者竭尽全力以保留航站楼，但拆除工作仍按期于2011年10月结束。遗址随后被用于扩建T5，并新建了国际线设施。